# Alpélisib
L'alpelisib est un médicament de chimiothérapie, utilisé pour traiter certains types de cancer du sein. Il est  vendu sous le nom de marque Piqray.

## Usage médical
Il s'agit d'un inhibiteur alpha-spécifique de phosphoinositide 3-kinase.
L'alpelisib est utilisé en association avec le fulvestrant. Cela permet de gagner environ 5 mois de vie supplémentaires sans que la maladie ne s’aggrave. Le médicament est pris par voie orale.

## Effets secondaires
Les effets secondaires de ce médicament comprennent une glycémie élevée, des problèmes rénaux, une diarrhée, des éruptions cutanées, une faible numération globulaire, des problèmes hépatiques, une pancréatite, des vomissements ou une perte de cheveux. D’autres effets secondaires peuvent inclure une anaphylaxie, une infertilité ou une pneumonie. L'utilisation de ce médicament pendant la grossesse peut nuire au fœtus. 

## Histoire
Le médicament  a été approuvé pour un usage médical aux États-Unis en 2019 et en Europe en 2020,. Aux États-Unis, un mois de médicaments coûte environ 17 000 dollars en 2021.